# Nagari Padang Galugua
Nagari Padang Galugua is een bestuurslaag in het regentschap Pasaman van de provincie West-Sumatra, Indonesië. Nagari Padang Galugua telt 21.341 inwoners (volkstelling 2010).